# Lestat le vampire
 (juillet 2023).
Lestat le vampire (titre original : The Vampire Lestat) est un roman fantastique américain d'Anne Rice publié en 1985, puis en France en 1988.

## Résumé
Lestat le vampire (déjà présent dans Entretien avec un vampire) s'éveille en 1984 à La Nouvelle-Orléans après 55 ans de sommeil. Il raconte sa jeunesse et la manière dont il est devenu un vampire avant la Révolution française ; son irrépressible quête d'amour, sa rencontre avec Armand puis Marius qui lui révèle le secret de l'origine des vampires. Enfin, il narre sa rencontre avec Akasha et Enkil.
Devenu une star du rock, il défie les autres vampires en révélant aux mortels l'existence des vampires dans ses chansons.

## Personnages
- Lestat de Lioncourt, protagoniste et héros éternel des Chroniques des Vampires, changé en vampire par Magnus.
- Louis de Pointe du Lac, vampire créé par Lestat.
- Nicolas de Lenfent, meilleur ami et grand amour de Lestat, dont il a fait un vampire.
- Gabrielle de Lioncourt, mère et autre grand amour de Lestat, qu'il a transformée en vampire aussi.
- Magnus, vampire qui a offert le « don ténébreux » à Lestat. C'était un alchimiste qui est parvenu à emprisonner un vampire endormi pour le forcer à le transformer.
- Armand, vampire résidant à Paris avec ses Enfants des Ténèbres.
- Marius de Romanus, très vieux vampire et gardien d'Akasha et d'Enkil.
- Enkil et Akasha, ("Ceux qu'il faut garder") premiers vampires et souverains d'Égypte.
- Alex, Larry et Dur-à-cuire, le groupe Satan Sort En Ville, groupe de rock de Lestat.

## Origine des vampires selon Anne Rice
Dans l'Égypte antique pré-pharaonique, le roi Enkil et la reine Akasha (devenus plus tard Osiris et Isis dans les légendes des mortels) sont assassinés dans leur maison hantée. Alors qu'ils se sont presque vidés de leur sang, un esprit en quête d'un corps prend possession de leurs deux corps morts et de leur sang. Ainsi, ils demeurent en vie éternellement à la condition d'absorber du sang frais régulièrement.
Ils ont la possibilité d'engendrer d'autres vampires en vidant des mortels presque totalement de leur sang, puis en leur faisant absorber leur propre sang possédé par l'esprit.
Enkil et Akasha existent toujours, mais demeurent immobiles la plupart du temps, ne se nourrissant presque plus. Toute blessure qui leur est infligée est infligée à tous les vampires de la Terre, c'est pourquoi ils sont « Ceux qu'il faut garder ». Ils sont cependant les seuls vampires à pouvoir s'exposer au soleil.

## Éditions
- 1990 : Lestat le vampire. Pocket, Collection : Pocket Terreur, 606 p.  (ISBN 2266032119 et 978-2-2660-3211-7)
- 1999 : Lestat le vampire. Pocket, Collection : Pocket Terreur, 606 p.  (ISBN 2266101544 et 978-2-2661-0154-7)
- 2004 : Lestat le vampire. Pocket, Collection : Pocket Best, 608 p.  (ISBN 978-2-2661-4172-7)
- 2009 : Lestat le vampire. Albin Michel, 517 p.  (ISBN 978-2-2261-9408-4)

## Adaptations

### Bande dessinée
Le roman est adapté en bande dessinée entre 1990 et 1991 par Innovation Publishing sur 12 numéros.

### Cinéma
Lestat le vampire et La Reine des damnés ont servi de base au film de 2002, La Reine des damnés.
Entretien avec un vampire est aussi tiré du roman d'Anne Rice.

## Musique
Les chansons Redeemer, Old Shadow, et Bird of prey du Groupe français Vichyssois Bloody Fangs s'inspirent des chroniques des vampires. Elton John et Bernie Taupin ont fait un opéra rock sur Lestat.